# Nicetas Calcutzes
Nicetas Calcutzes (em grego: Νικήτας Χαλκούτζης; romaniz.: Nikétas Chalkoútzes; fl. 950-965) foi um patrício e general bizantino, o primeiro membro atestado da família Calcutzes, cujos membros são mencionados esporadicamente até o século XIII, e o mais notável por sua recuperação de Chipre dos árabes em 965.

## Biografia
É mencionado pela primeira vez por João Escilitzes e Jorge Cedreno em 956, quando liderou uma embaixada para a corte do emir hamadânida de Alepo, Ceife Adaulá (r. 945–967), que naquele tempo estava numa amarga luta com os bizantinos. Segundo os cronistas bizantinos, Ceife levou Calcutzes junto consigo num raide em solo bizantino, mas Calcutzes comprou seus guardas e conseguiu escapar com seus serventes durante emboscada às forças de Ceife por Leão Focas, o Jovem numa ravina.
Calcutzes é então creditado por Jorge Cedreno com a recuperação do Chipre - a ilha tinha sido um condomínio bizantino-árabe neutro desde o final do século VII - e sua anexação total ao Império Bizantino. O evento é somente brevemente coberto, e nenhum detalhe é dado nas fontes, enquanto sua data é comumente situada na segunda metade de 965, mas poderia ter ocorrido um pouco mais cedo, talvez meados de 964. Calcutzes foi provavelmente o primeiro governador bizantino (estratego) da ilha depois disso.